# Georg Schmückle
Georg Robert Schmückle (* 19. August 1880 in Esslingen am Neckar; † 8. September 1948 in Stötten am Auerberg) war ein deutscher Jurist und Schriftsteller. Der Staatsanwalt schrieb  in der Zeit des Nationalsozialismus historische Romane, Schauspiele und Lyrik, in denen er das Führerprinzip idealisierte.

## Leben
Seine Kindheit verbrachte Schmückle abwechselnd in San Remo, Silvaplana und Backnang, zog dann nach dem Tod des Vaters nach Esslingen zurück, wo er das Gymnasium (das heutige Georgii-Gymnasium) besuchte und dort 1900 das Abitur ablegte. Schmückle studierte Jura in Tübingen und Heidelberg, wo er 1907 promovierte und schlug danach eine juristische Laufbahn im Staatsdienst ein. Während seines Studiums wurde er im Wintersemester 1901/02 Mitglied der Burschenschaft Germania Tübingen, aus der er 1940 austrat.
Als Hauptmann der Reserve kämpfte er im Ersten Weltkrieg, wurde aber wegen psychischer Störungen Ende 1917 ins Kriegsarchiv versetzt. Finanziell unabhängig durch die Heirat mit einer Cannstatter Fabrikantentochter im Jahre 1915, verließ er 1920 den Justizdienst und widmete sich seinem Schriftstellerdasein.
Von 1919 bis 1921 gab er gemeinsam mit Hermann Missenharter die Monatsschrift Der schwäbische Bund heraus. 1921 erschien auch nach eigenen Aussagen sein erstes Werk Lichter überm Weg.
Für Aufsehen sorgte er 1924 mit einem reichsweiten Skandal, als er den Intendanten des Stuttgarter Landestheaters wegen des Singens der Marseillaise bei einer Aufführung von Büchners Dantons Tod angesichts der Besetzung des Ruhrgebietes schriftlich wegen „Verletzung der nationalen Ehre“ kritisierte. Dieses Vorgehen, dem ein Beleidigungsprozess bis vor das Reichsgericht folgte, bei dem Schmückle freigesprochen wurde, verschaffte ihm Ansehen in den nationalsozialistischen Kreisen.
Mit seinem größten literarischen Erfolg, Engel Hiltensperger von 1930, erwies sich Schmückle als ein Schriftsteller, der in Form des Historienromans das gesamte Arsenal nationalsozialistischer Ideologie transportierte: Endzeitstimmung, völkische Ideologie, Sozialdarwinismus, Führerkult und -erwartung.
Ab 1931 war Schmückle NSDAP-Mitglied und Landesvorsitzender des völkisch gesinnten, antisemitischen „Kampfbunds für deutsche Kultur“. Nach der „Machtergreifung“ der Nationalsozialisten wurde er Landesleiter der Reichsschrifttumskammer Württemberg-Hohenzollern und Vertreter Württembergs im Landesverband Deutscher Schriftsteller. Als Kulturreferent beim Reichsstatthalter von Württemberg, Wilhelm Murr, wurde Schmückle auf dessen Betreiben mit der Führung des 1938 gegründeten Schwäbischen Dichterkreises betraut und 1939 zum Direktor des Schiller-Nationalmuseums in Marbach am Neckar sowie – ebenfalls bis 1945 – zum Vorsitzenden des Schwäbischen Schillervereins, der nach dem Krieg offiziell in Deutsche Schillergesellschaft umbenannt wurde, gemacht.
Insgesamt verfasste Schmückle über 20 Bücher, die in nationalsozialistischen Kreisen sehr erfolgreich waren, viel gelesen und geehrt wurden. Diese behandelten vorwiegend „Antiindividualismus, Volksgemeinschaftsdenken, Antiintellektualismus, Heroisierung des deutschen Wesens, Mythisierung von Mittelalter und Bauerntum“. Theodor Heuss, der Schmückle in einem Glückwunschschreiben zu dessen 60. Geburtstag am 18. August 1940 gratulierte und dabei auf „langjährige Bekanntschaft“ zurückblickte, legte hier eine „tolerante Haltung gegenüber der nationalsozialistischen Orientierung“ des Jubilars an den Tag.
Nach Kriegsende wurde Schmückle wegen seiner Position als Gaukulturwart im Zuge der Entnazifizierungspolitik in der amerikanischen Besatzungszone im Lager Moosburg in Bayern inhaftiert. Er wurde am 1. April 1947 wegen Haftunfähigkeit entlassen und starb am 8. September 1948 unweit seines Hofgutes Schmalzgrub bei Stötten am Auerberg mit 68 Jahren.
In der Sowjetischen Besatzungszone wurden seine Schriften Mein Leben (1936), Zeitliches und Ewiges. Die schaffende Freud, das schaffende Leid (1940), Gesammelte Werke (nur Band 6, 1940) und Die rote Maske (1944) auf die Liste der auszusondernden Literatur gesetzt. In der Deutschen Demokratischen Republik kamen dazu noch seine Werke An der goldenen Schnur (1935) und O du Lieb in allen Winden (1940).
Georg Schmückle war der Vater des Bundeswehr-Generals Gerd Schmückle und des Bühnenbildners Hans-Ulrich Schmückle.

## Ehrungen
- 1935: Verleihung des neu geschaffenen Schwäbischen Dichterpreises (gemeinsam mit Gerhard Schumann) für „Engel Hiltensperger“.
- 1936: Verleihung der Ehrenbürgerwürde der Stadt Esslingen (1945 wieder aberkannt)
- Ehrenbürgerschaft in Strümpfelbach (1945 aberkannt)
- 1940: Verleihung der Goethe-Medaille für Kunst und Wissenschaft von Hitler persönlich am 18. August anlässlich von Schmückles 60. Geburtstag[6][15][16]
- 1940: Ehrenmitgliedschaft im Bund für Heimatschutz in Württemberg und Hohenzollern[17] (bei Neuaufnahme der Aktivität 1949 als „Schwäbischer Heimatbund“ ebenfalls aberkannt)[18]

## Werke
- Die Haftung der öffentlich-rechtlichen Körperschaften gemäß BGB § 89/31 in Verbindung mit Art. 77 EG z. BGB nach dem Standpunkt des Reichsgerichts. Bechtle, Esslingen 1907 (Heidelberg, Jur. Fak., Ref. Endemann, Diss. v. 20. März 1907).
- Gedichte. o. O. 1915
- mit Hermann Missenharter (Hrsg.): Elsaß-Lothringen, Frankreich und wir: Stimmen zur deutschen Selbstbesinnung. Verlag Oberdeutschland 1921.
- Hrsg.: Der Bodensee: allerhand von Land und Leuten. Strecker Schroeder, Stuttgart 1921.
- Lichter überm Weg: Gedichte. Strecker & Schröder, Stuttgart 1921.
- mit Hermann Missenharter (Hrsg.): Der Schwarzwald: Allerhand von Land und Leuten. Verlag Oberdeutschland, Stuttgart 1922.
- Haubitzen vor! Vormarscherinnerungen eines nachführenden Offiziers. C. Belser, Stuttgart 1923.
- Die Muschel des großen Pan. Strecker & Schröder, Stuttgart 1921.
- Die schaffende Freud. Strecker & Schröder, Stuttgart 1923.
- Engel Hiltensperger. Der Roman eines deutschen Aufrührers. Deutsche Hausbücherei, Hamburg 1930.
- Karl IX. von Frankreich. Franckh, Stuttgart 1932.
- Die rote Maske: Geschichten und Anekdoten. Strecker & Schröder 1933.
- Bilder aus dem grossen deutschen Bauernkrieg. Winter, Heidelberg 1934.
- Dämonen über uns. Schauspiel in vier Aufzügen. Ahn & Simrock, Berlin 1934.
- An der goldenen Schnur. Lieder von Gestern und Heute. Strecker & Schröder, Stuttgart 1935.
- Engel Hiltensperger. Ein Schauspiel in vier Aufzügen. Arcadia-Verlag, Berlin 1935.
- Mein Leben. Plauderei vom Werdegang eines Dichters. Junker und Dünnhaupt, Berlin 1936.
- Hyazinth Bißwurm oder Das Spiel vom Schwaben, der das Leberlein gefressen. Strecker & Schröder, Stuttgart 1936.
- Vittoria Accorombona. Hohenstaufen-Verlag, Stuttgart 1938.
- Die Frauen des Paolo Orsini. Hohenstaufen-Verlag, Stuttgart 1938.
- Die Wunder des heiligen Remaklus. Hohenstaufen-Verlag, Stuttgart 1939.
- Das singende Land: Ein Lied um Ellen. Strecker & Schröder, Stuttgart 1939.
- Zeitliches und Ewiges: die schaffende Freud – das schaffende Leid, kulturelle Betrachtungen eines Dichters. Hohenstaufen-Verlag, Stuttgart 1939.
- Gesammelte Werke. 6 Bde., Stuttgart 1940.
- O du Lieb in allen Winden. Hohenstaufen-Verlag, Stuttgart 1940.
- Das Rätsel des Anton Brück und andere Geschichten. Hohenstaufen-Verlag, Stuttgart 1940.
- Gesammelte Werke, Bd. 1–6. Stuttgart 1940.
- Das Wunder. Ein Legendenspiel. Hohenstaufen-Verlag, Stuttgart 1940.
- Heinrich IV.: Schauspiel in 5 Akten. Neuzeit-Verlag, München 1940.
- Nero und Agrippina: Tragödie. Hohenstaufen-Verlag, Stuttgart 1941.
- Heinrich, König und Kaiser. Hohenstaufen-Verlag, Stuttgart 1942.
- Hie gut Württemberg allweg! Bertelsmann, Gütersloh 1943.